# 梦幻之星在线2
《夢幻之星Online2》（日语：ファンタシースターオンライン2，Phantasy Star Online 2）是SEGA开发的大型多人線上角色扮演遊戲。
日本版由SEGA运营，游戏采取網路遊戲免費模式。于2012年7月4日发布PC版、2013年2月28日发布PSV版，2016年4月20日发布PS4版，2018年Switch版本发布，所有平台的账号人物与服务器都互通。（GMT+8）每周三早上十点到下午四点服务器将进行定期维护，维护期间无法登入。
台湾地区由遊戲橘子代理，于2014年4月25日上线运营，2017年4月25日关服。泰服与东南亚服2017年5月26日关闭。
SEGA官方表示希望本作至少运营10年。

## 故事背景
新光暦238年。人類（ヒューマン）、新人類（ニューマン）、機器人（キャスト）、魔人（デューマン）四支種族所構成的「惑星間旅行船團」之『オラクル』活動於廣大銀河的眾多星系間，新發現的行星將會由組織「方舟」(ARKS)的成員們降下宇宙船艦調查或交流。玩家為其中一名新入方舟的新人，踏上探索各未知行星的旅程。
序章（日服於2012年6月更新）
方舟訓練生主角與同期生亞菲（アフィン）迎來最終試驗，結果位於「納貝利烏斯行星」的試驗場遭受黑暗生物侵襲，在與亞菲與前輩艾可（エコー）、傑諾（ゼノ）合作下解決事端並正式成為方舟成員。随即主角被神秘少女紫苑（シオン）託付了能改變歷史的主記事板（Matter Board），為了改變歷史，主角將於各行星間進行探索。
EPISODE 1（日服於2012年7月4日更新）
EPISODE 2（日服於2013年7月17日更新）
EPISODE 3（日服於2014年8月27日更新）
EPISODE 4（日服於2016年1月27日更新）
EPISODE 5（日服於2017年7月26日更新）
EPISODE 6（日服於2019年4月24日更新）

## 遊戲系統
玩家身為方舟的一員，會在船團的其中一艘宇宙船（即遊戲伺服器）上行動，付費可改跳其他伺服器。各伺服器有諸多分流以舒緩人潮，玩家可以在這裡進行戰鬥前準備、道具買賣等交流，同船間的分流可以任意往來。在設定上，一般非方舟的成員生活在宇宙船內部的城鎮中。
當要進行任務的時候，玩家會經由營隊船（キャンプシップ）降臨各行星。在營隊船中，可以進行道具購買及改變任務等行動，任務地圖為內建的數十張圖中隨機生成。

### 探索
探索
玩家可以在櫃台向相關NPC接取任務進入關卡，同一關卡可以重複完成且沒有限製完成次數。此外各地區都具有一個「自由探索」任務，目標為進入到地區最深處與該星最強的原生物種BOSS進行戰鬥。

### 方舟任務
方舟任務（Arks Mission，アークス　ミッシヨン）內含主線任務、每日任務、每周任務及期間限定任務，完成任務可獲得經驗值、錢與道具。其中每日任務與每周任務更可獲得大量經驗值，是練等級的好方法。

### 委託指令
委託指令（Client Order，クライアントオーダー）是在大廳中與各種NPC接取各式各樣的委託，完成目標則可向原委託人領取報酬。委託沒有特定時間限制，最多能同時接受20項委託。

### 隊伍
隊伍是指玩家們組隊合作攻略關卡的系統。要求隊伍最少一人、上限四人，有些任務會限制隊伍人數。
任務地圖分成「單一隊伍遊戲區域」與「多隊伍遊戲區域」。前者為只能存在一支隊伍的區域，而後者是指最多可同時存在12名玩家、對於隊伍數無限制的區域。

## 夥伴
夥伴分為NPC夥伴、好友夥伴、自由夥伴與支援夥伴。夥伴是指由AI控制，可藉由營隊船左側的終端機呼叫出來，充當隊伍中協助任務的一名角色，不同職業會有不同的行動AI。由於這些夥伴對比真人玩家相比有相當落差，所以夥伴有HP加倍與無限復活的功能以彌補AI智能的不足，只有NPC夥伴及自由夥伴的主職與副職等級與玩家相同。簡單來說AI夥伴肉盾與輔助功能遠大於火力輸出。
NPC夥伴
多為故事要角，可藉由處理各NPC的委託任務加入，好感度愈高使用的武器與PA就愈好，但是整體強度還是很低。進行遊戲內舉辦的大型活動可以取得限定NPC夥伴，期限一過便無法獲得，有不少過去系列作的老面孔。
好友夥伴
兩名玩家互為對方好友時，可以經由紫色終端機登錄自身信息，好友即可使用登錄者的AI人物協助戰鬥。好友夥伴的等級與能力固定為登錄時的狀態不會自動更新，需要原登錄者手動再登錄才會更新。簡言之倘若裝備及能力離上次登錄時有相當差距，那就有重新登錄的必要。
自由夥伴
系統隨機抽選數名其他玩家的角色轉成AI供玩家選用，由於目前多數玩家的裝備及PA都很高級，也有高級職角色可用，所以自由夥伴的強度與實用性明顯狠甩其他種類夥伴，想要強力可靠的AI必選自由夥伴。
支援夥伴
在達成相關任務後可在美容院創建，與角色相同，外觀可在美容院修改，同樣採取部分收費，最多可擁有三名支援夥伴，第一位免費其他須付費購買，體型強迫比玩家角色小上一截，強度與NPC夥伴差不多。已創建的支援夥伴可下達探索指示幫玩家獲取任務物品，探索後夥伴可以獲得經驗值，支援夥伴等級不隨玩家變動這點相當麻煩，因為帶支援夥伴出來打怪並不會增加他的經驗，只能藉由探索任務練等。可以自由替換支援夥伴的武器及防具配件，這些裝備單純改變外觀不影響能力。

## 戰鬥系統
PSO2的戰鬥系統屬於3D動作RPG。遊戲有「普通視角」與「TPS視角」，前者是俯視類型，後者則類似於第三人稱射擊遊戲，兩者可任意切換。

### 招式
本作打擊、射擊這類物理攻擊技能稱為PA，法術稱為TE(Technique)。

### PSE
PSE是Photon Sensitive Effect的略稱，戰鬥中擊殺大量敵人而產生的特殊增幅效果。效果分為幾種：經驗值上升、掉落物增加、屬性傷害提升與掉落裝備屬性提升等等。

## 玩家角色

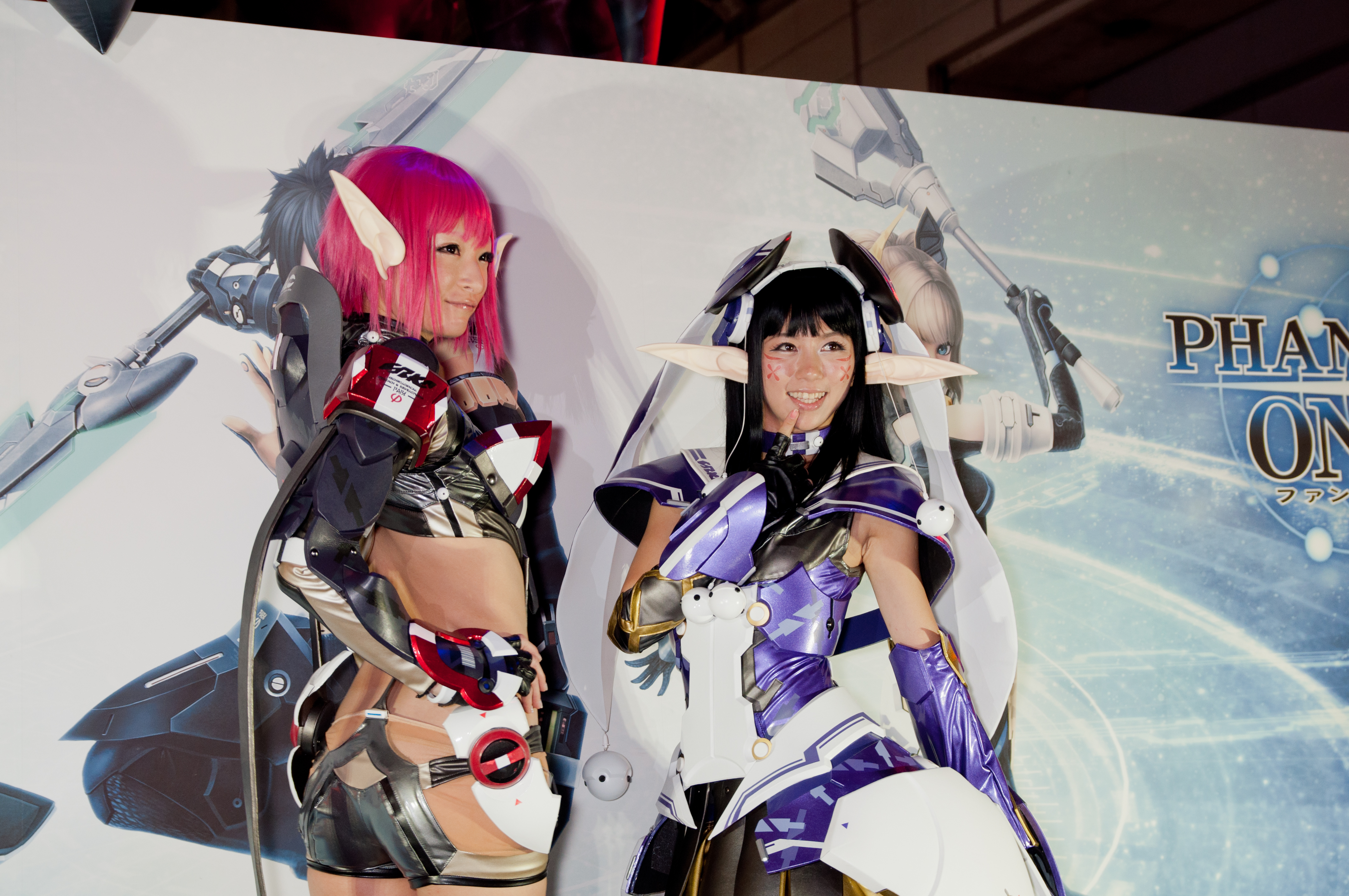
東京電玩展中的遊戲角色扮演者。

玩家一支帳號上最多可以創建三十名角色。前三名免費，而第四名角色開始收費。帳號在種族、性別、宇宙船的選擇上皆無限制，一支帳號可在複數宇宙船上創建角色。另外，也可以藉由付費將角色移往其他宇宙船。

### 種族
各種族皆有男女之別，男性血量與打擊較高，女性技量與法擊較高；性別對能力的影響並沒有高到產生決定性的差距，選自己喜歡的即可。
人類（Human、ヒューマン）
分布最多最普遍的種族，全能力平均發展沒有弱點，但也無特別長處，可勝任所有職業。
新人類（Newman、ニューマン）
擁有尖耳朵、長期生活在地球以外星球進化而成的新種族，具有優秀的光子潛能，但體質非常羸弱。
天生的法師，法擊力與魔法防禦最高，但血量遠低於其他種族。
機人（Cast、キャスト）
人形的機器人。
HP、技量、打擊、射擊力優越，打射防禦力也最高，但與魔法相關的屬性皆是全種族最低，最強的物理戰種族。
魔人（Deuman、デューマン）
EP2新增的種族，以異色瞳與頭角為特徵，因黑暗物質而產生突變的人類。身上有著類似紋章的圖騰，整體外型有如惡魔。
物理與法術攻擊都很擅長，但防禦力與耐久偏低，是個重攻輕守的種族。

### 職業
目前有九種基本職業，四種上級職業，總計十三種。
各職業皆有特色各異的職業技能與擅長武器，可以藉由升等時獲得的技能點數來升級職業技能。職業技能的示意介面為技能樹類型，各職業最初都會有免費的一點。
職業可以任意更變，各職業等級分開計算，也無種族與性別限制，職業技能點在分配後無法恢復，只能花錢重置。角色在滿足特定條件後，將可以解鎖副職業欄位，角色可受益副職業的技能點與可用武器類型，但無法使用副職業的PA與TE，並且將一部份的能力值追加在主職業上。目前三個上級職業皆無法掛載副職業，但ファントム及エトワール及ラスター則可以成為副職業。

### 紙娃娃系統
服裝為角色所穿著的服裝外型，部件是指機器人專用的外觀配件，武器也有可改變外觀的物件，遊戲內稱為「迷彩」。
另外還有髮型、化妝、裝飾、頭飾等可供調整。以上項目皆僅供視覺外觀改變，無能力上的更動。

## 電視動畫

### 第1作
2016年1月放送開始。動畫劇情是與同一時期遊戲內的「EPISODE 4」聯動的原創故事，講述玩家在遊戲中的冒險故事。遊戲中EP4起，以季節限定的方式登場，突發任務也會遇的到。

#### 登場人物
橘伊月（聲：蒼井翔太）
主角，高中二年級。一般高中生，做事馬馬虎虎，一開始不懂PSO2，後來被學生會長指定當副會長才開始遊戲。
後來光子覺醒之後，其發現POS2其實是真實的存在的，和鈴來愛花一起行動。
在遊戲的EP6來支援打閃機種。
泉澄梨奈（聲：諏訪彩花）
學生會長，高中三年級。为了向学校解释玩PSO2不影响学习而请伊月玩PSO2并提交研究报告。
喜歡伊月，之后由于见到太多熟人包括逸樹使用真名作为游戏角色名，所以另建一个以自己真名为角色名的游戏角色活动。
在遊戲的EP5，由於在動畫第11話有變成黑暗法爾斯，所以以若人四天王的身分再次登場，用召喚自己的另外一個遊戲角色SORO來跟玩家打。SORO被玩家打敗後脫離戰場，並且恢復原狀。
在遊戲的EP6跟愛花一同打閃機種，由於直衝過去，要被閃機種攻擊的時候，伊月剛好出手相救。
鈴來愛花（聲：M·A·O）
伊月的同班同學，第二學期的轉學生，實際上為NPC，為觀察伊月而到現實世界，最後一集中在髮色上有改變。
在遊戲的EP4登場隸屬於情報部，頭髮髮色在EP4中有說明，跟動畫有關聯性。
在遊戲的EP5，以若人四天王的身分再次登場，用自己的寵物來和玩家對戰。自己的寵物被玩家打敗後脫離戰場，並且恢復原狀。
在遊戲的EP6跟梨奈一同對抗閃機種。
茅野浩太（聲：島崎信長）
伊月的同班同學及親友，空手道部長。
工藤正廣（聲：佐藤拓也）
學生會書記長。
近衛美嘉（聲：村川梨衣）
學生會會計長。
佐佐木豐（聲：金田晶）
掛機玩家，學生會書記。被伊月在PSO2裡曝露真實姓名，一度拒絕上學。
瓜坂星矢（聲：堀江瞬）
學生會成員。和麻由是雙胞胎。
瓜坂麻由（聲：樺山南）
學生會成員。和星矢是雙胞胎。
SORO（聲：玄田哲章）
PSO角色，獨行玩家，游戏技能高超而在玩家间颇有名气。实际就是梨奈所操作的游戏角色。
在遊戲的EP4以季節限定的方式登場。
在遊戲的EP5，若人四天王的黎奈召喚出來跟玩家打，機器人外觀和武器外觀都變成黑色，後來被玩家打敗。
弓子（聲：井上喜久子）
浩太的游戏好友。温泉旅館「仁羽屋」老闆娘。
最後武士（聲：小西克幸）
浩太的游戏好友。温泉旅館「仁羽屋」老闆。
Silva（聲：新田惠海）
浩太的游戏好友。擅長使用步槍的角色。现实是一名女小学生。
基德（聲：井上和彥）
浩太的游戏好友。使用拳套的角色。现实是一名上年纪的老人，可能是男管家。
門前守（聲：高橋廣樹）
學校學生宿舍的守衛。
真理香（聲：高野麻里佳）
伊月的同班同學，三人組之一。
理子（聲：小原莉子）
伊月的同班同學，三人組之一。
百合香（聲：高木友梨香）
伊月的同班同學，三人組之一。

#### 製作人員
- 原作：SEGA Games「Phantasy Star Online2」
- 監督：川口敬一郎
- 副監督：花井宏和
- 系列構成：廣田光毅
- 角色設計、總作畫監督：高須美野子、谷野美穗
- 機械、道具設計：森木靖泰
- 美術監督：陳場大輔
- 色彩設計：磯部知子
- 攝影監督：光石奈步
- 編集：笠原義宏
- 音響監督：岩浪美和
- 音樂：大間間昂
- 劇伴製作：日音
- 製作人：菊地等、山口泰廣、中島純、長谷川俊介、內野秀紀、吉川明
- 動畫製作人：伊東耕平
- 動畫製作：Telecom Animation Film
- 製作協力：SEGA、SEGA Games、波麗佳音、颯美、Broccoli、Frontier Works
- 製作：Phantasy Star Partners

#### 主題曲
片頭曲
作詞、作曲：上松範康，編曲：藤田淳平，主唱：蒼井翔太
片尾曲
作詞、作曲：桃井晴子，編曲：Haraddy，主唱：泉澄梨奈（諏訪彩花）、鈴來愛花（M·A·O）

#### 各話列表
| 話數       | 日文標題 | 中文標題                | 劇本     | 分鏡                | 演出              | 作畫監督                                                                | 片尾插畫   |
| ---------- | -------- | ----------------------- | -------- | ------------------- | ----------------- | ----------------------------------------------------------------------- | ---------- |
| Quest 01   |          | 從「初次見面」開始的RPG | 廣田光毅 | 川口敬一郎          | 花井宏和          | 池川陽子                                                                | 谷野美穗   |
| Quest 02   |          | 孤高的戰士              | 廣田光毅 | 川口敬一郎          | 長岡義孝          | 西真由子、谷野美穗                                                      |            |
| Quest 03   |          | 角色扮演                | 渡邊大輔 | 菊池聰延            | 菊池聰延          | 菊池聰延                                                                |            |
| Quest 04   |          | 夢幻之星Offline         | 竹內利光 | 佐野隆史            | 土屋康郎          | 高田洋一、丸山翔子                                                      | 野田紘志   |
| Quest 05   |          | 愛花                    | 渡邊大輔 | 玉川真人            | 飯村正之          | 千林里美、代見裕美 池川陽子                                             | 飯田岳士   |
| Quest 06   |          | 禁玩PSO2                | 竹內利光 | 川口敬一郎          | 山田卓            | 野口寬明、西真由子                                                      | 陸浦昌     |
| Quest 07   |          | 失蹤                    | 廣田光毅 | 矢野雄一郎          | 博史池畠          | 中武學、高田洋一                                                        | 谷野洋記   |
| Quest 08   |          | 轉捩點                  | 廣田光毅 | 佐野隆史            | 土屋康郎          | 白井裕美子、相馬滿                                                      | 岡崎達郎   |
| Quest 09   |          | 戰力外通告              | 廣田光毅 | 菊池聰延            | 菊池聰延          | 菊池聰延                                                                | 堀彩乃     |
| Quest 10   |          | 依代                    | 渡邊大輔 | 佐野隆史            | 山田卓            | 野口寬明、白井裕美子 西真由子、高田洋一 宇佐美皓一                      | 木村大藏   |
| Quest 11   |          | 黑暗法爾斯              | 渡邊大輔 | 川口敬一郎 花井宏和 | 佐藤光 花井宏和   | 古賀誠                                                                  | Tony       |
| Last Quest |          | 超越境界的RPG           | 廣田光毅 | 川口敬一郎 花井宏和 | 博史池畠 花井宏和 | 高須美野子、谷野美穗 高田洋一、白井裕美子 西真由子、野口寬明 宇佐美皓一 | 高須美野子 |

#### BD/DVD
| 卷數 | 發售日期      | 收錄話數        | 規格編號   | 規格編號   | 規格編號   | 規格編號   |
| 卷數 | 發售日期      | 收錄話數        | BD初回版   | BD通常版   | DVD初回版  | DVD通常版  |
| ---- | ------------- | --------------- | ---------- | ---------- | ---------- | ---------- |
| 1    | 2016年3月16日 | 第1話 - 第2話   | PCXE-50611 | PCXE-50621 | PCBE-55231 | PCBE-55241 |
| 2    | 2016年4月20日 | 第3話 - 第4話   | PCXE-50612 | PCXE-50622 | PCBE-55232 | PCBE-55242 |
| 3    | 2016年5月18日 | 第5話 - 第6話   | PCXE-50613 | PCXE-50623 | PCBE-55233 | PCBE-55243 |
| 4    | 2016年6月15日 | 第7話 - 第8話   | PCXE-50614 | PCXE-50624 | PCBE-55234 | PCBE-55244 |
| 5    | 2016年7月20日 | 第9話 - 第10話  | PCXE-50615 | PCXE-50625 | PCBE-55235 | PCBE-55245 |
| 6    | 2016年8月17日 | 第11話 - 第12話 | PCXE-50616 | PCXE-50626 | PCBE-55236 | PCBE-55246 |

#### 播放電視台
日本深夜動畫：下文記載的日本国内播放時間使用日本標準時間（UTC+9）表示。因為部分時間标识會採用30小时制，因此請留意这类超过24:00的时间，其實際播放時間為翌日清晨。
| 播放地區   | 播放電視台   | 播放日期              | 播放時間（UTC+9）         | 所屬聯播網 | 備註   |
| ---------- | ------------ | --------------------- | ------------------------- | ---------- | ------ |
| 關東廣域圈 | TBS電視台    | 2016年1月7日－3月31日 | 星期四 25時46分－26時16分 | 日本新聞網 | 製作局 |
| 中京廣域圈 | 中部日本放送 | 2016年1月7日－3月31日 | 星期四 27時00分－27時30分 | 日本新聞網 |        |
| 近畿廣域圈 | 每日放送     | 2016年1月8日－4月1日  | 星期五 27時10分－27時40分 | 日本新聞網 |        |
| 日本全國   | BS-TBS       | 2016年1月9日－4月2日  | 星期六 25時00分－25時30分 | 衛星電視   |        |

### 第2作
《夢幻之星Online 2 Episode Oracle》（夢幻之星 神諭篇）2019年10月開始放送，全25話。故事內容是將原作遊戲的「EPISODE 1-3」重新整合的原創故事。

#### 主題曲
片頭曲
「Destiny」（第1－15話）
填詞：Runblebee，作曲、編曲：小林秀聰，主唱：Aimee Blackschleger
「UniVerse」（第16－23話）
填詞：Runblebee，作曲、編曲：堀田英邦，主唱：Aimee Blackschleger
片尾曲
「Timeless Fortune」（第1－9話、第11－15話、第24話）
填詞：山下慎一狼，作曲、編曲：岩野道拓，主唱：有坂美香
（第16－23話）
填詞、作曲：桃井晴子，編曲：Haraddy，主唱：桃井晴子

#### 各話列表
| 話數     | 日文標題 | 中文標題                     | 劇本                     | 分鏡                     | 演出                     | 作畫監督                                                                                                 | 總作畫監督                      |
| -------- | -------- | ---------------------------- | ------------------------ | ------------------------ | ------------------------ | --- | ------------------------------- |
| 第1話    |          | 一直等着這一天               | 大野木寬                 | 橘正紀                   | 鳥羽聰                   | 大野勉、阿部恒 島田英明                                                                                  | 鯉川慎平                        |
| 第2話    |          | 恐怖的納貝流士               | 大野木寬                 | 今掛勇                   | 佐佐木純人               | 鎌田均、阿部恒 山崎展義、加藤壯 大野勉                                                                   | 鯉川慎平、阿部恒                |
| 第3話    |          | 完美的Arks                   | 浅沼文生                 | 所智一                   | 加藤顕                   | Synod animationstudio 山﨑展義、ティーエーピー                                                           | 鯉川慎平                        |
| 第4話    |          | 初始的容器                   | 森田繁                   | 今掛勇                   | 林こうへい               | 山﨑展義、鰐淵和彦 飯飼一幸、石田充知子                                                                  | 大野勉、鯉川慎平 鈴木光         |
| 第5話    |          | 達卡突襲                     | 大野木寬                 | 大原實                   | ウヱノ史博               | 鳥山冬美、松下清志 金基燁、管振宇 李小雷、神垣弥生                                                       | 大野勉、鯉川慎平                |
| 第6話    |          | 終結的開始                   | 淺沼文生                 | 所智一                   | 村上勉                   | 加藤壮、Kim Daehoon Kwon Yong Sang、Kim Yong Sik                                                         | 鈴木光、鯉川慎平                |
| 第7話    |          | 黑暗法爾斯                   | 森田繁                   | 今掛勇                   | 真野玲                   | 山﨑展義、鈴木光                                                                                         | 鈴木光、鯉川慎平                |
| 第8話    |          | 已經不在那裡了的我           | 大野木寬                 | 大原實                   | 東亮佑                   | 萩原省智、王敏 趙青雲、劉冬冬 姜知惠                                                                     | 加藤壯、鯉川慎平                |
| 第9話    |          | 刺客與暴走龍                 | 淺沼文生                 | 所智一                   | 阿部雅司                 | Kim Heekang、Kim Daehoon In Taesun、Kim Youngsub Kwon Yongsang、Lee Mingu                                | 阿部恒入、里仁央 鯉川慎平         |
| 第10話   |          | 最後的道別                   | 森田繁                   | 北井嘉樹                 | 北井嘉樹                 | 島田英明、齊藤和也 加藤壮、山﨑展義                                                                      | 大野勉、鯉川慎平                |
| 第11話   |          | 改變                         | 大野木寬                 | 瀨藤健嗣                 | 加藤顯                   | 門智昭、酒井KEI 黑皇映畫、EverGreen                                                                      | 鈴木光、鯉川慎平                |
| 第12話   |          | 过去与未来                   | 淺沼文生                 | 黑瀨大輔                 | 黑瀨大輔                 | 山村俊了、Kim Heekang Kim Daehoon、Kim Youngsub Kwon Yongsang                                            | 加藤壯、鯉川慎平                |
| 第12.5話 |          | 夏奧's Report                | （第1話〜第12話 總集篇） | （第1話〜第12話 總集篇） | （第1話〜第12話 總集篇） | （第1話〜第12話 總集篇）                                                                                 | （第1話〜第12話 總集篇）        |
| 第13話   |          | 絕對令                       | 森田繁                   | 大原實                   | 大西景介                 | 山﨑展義、Kim Yong Sik                                                                                   | 鈴木光、鯉川慎平                |
| 第14話   |          | 六芒均衡                     | 大野木寬                 | 八谷賢一                 | 八谷賢一、和田裕一       | Kim Jeongcheol、Park Yeonghui Nam Sehwan、Oh Seung Hoon Lee Ji Taek、山﨑展義                            | 大野勉、鈴木光 鯉川慎平         |
| 第15話   |          | 重生之日                     | 淺沼文生                 | 大畑晃一                 | 鳥羽聰                   | 島田英明、齊藤和也 清水博幸、奈良岡光 吉岡敏幸、鈴木光 加藤壯                                            | 阿部、鯉川慎平                  |
| 第16話   |          | 无尽霸道的结局               | 森田繁                   | 所智一                   | 永居慎平                 | Kim Jongbeom、Kim Myeongsim Song Jinyeong、永居慎平                                                      | 加藤壯、鯉川慎平                |
| 第17話   |          | 十年前的我                   | 大野木寬                 | 大原實                   | 真野玲、和田裕一         | Kim Yong Sik、山﨑展義                                                                                   | 鈴木光、鯉川慎平                |
| 第18話   |          | 我誕生下來的理由             | 淺沼文生                 | 石山貴明                 | 古川志我津               | EverGreen、黑皇映畫 木木欣動畫、柳孝相 赤尾良太郎、飯飼一幸 齊藤和也、島田英明 山崎展義、奈良岡光 李始恩 | 入里仁央、大野勉 加藤壯、鈴木光 |
| 第19話   |          | 被消除的記錄，殘留下來的記憶 | 森田繁                   | 大原實                   | 安形裕篤                 | Kwon Yong Sang、Kim Young Sub Won Eun Suk、Kim Dae Hun                                                   | 阿部、鯉川慎平 鈴木光           |
| 第20話   |          | 欺騙歷史，吞噬現在           | 淺沼文生                 | 大畑晃一                 | 所俊克                   | 金海淑、飯飼一幸 服部益實、青木真理子 服部憲知、南伸一郎 岩垂瑞樹、川口弘明 齊藤和也、奈良岡光 李始恩    | 加藤壯                          |
| 第21話   |          | 莎拉與克拉雷斯               | 森田繁                   | 大原實                   | 永居慎平                 | 三關宏幸、野澤弘樹 馬場龍一                                                                              | 鈴木光                          |
| 第22話   |          | 光子族創造之物               | 淺沼文生                 | 石山貴明                 | 加藤大志                 | Kim Yong Sik                                                                                             | 大野勉、阿部 加藤壯             |
| 第23話   |          | 充滿缺陷的最高傑作           | 森田繁                   | 大原實                   | 加藤顯                   | 山﨑展義、山村俊了                                                                                       | 加藤壯                          |
| 第24話   |          | 【深遠的黑暗】               | 大野木寬                 | 大畑晃一                 | にしづきあらた           | Nam Sehwan、Park Yeounghi Lee Se Jong、Oh Seung Hun 齊藤和也                                             | 鈴木光                          |

## 外部連結
- 【PSO2 夢幻之星ONLINE 2】官方網站| 台灣專區- beanfun!-
- https://web.archive.org/web/20120625094418/http://pso2.com/ 英文 官方網站
- http://pso2.jp （页面存档备份，存于） 日本 官方網站（封禁中國大陸IP連接）
- https://web.archive.org/web/20150321075831/http://pso2.playpark.com/th 泰國 官方網站
- https://web.archive.org/web/20150108123947/http://pso2.playpark.com/en/signup/ 東南亞 官方網站
- 【PSO2 夢幻之星ONLINE 2】動畫官方網站| （页面存档备份，存于）